# Perspectiva jeràrquica
La perspectiva jeràrquica és un recurs artístic que permet destacar personatges importants  i en altres com la romànica, fent-les més grosses que les altres.

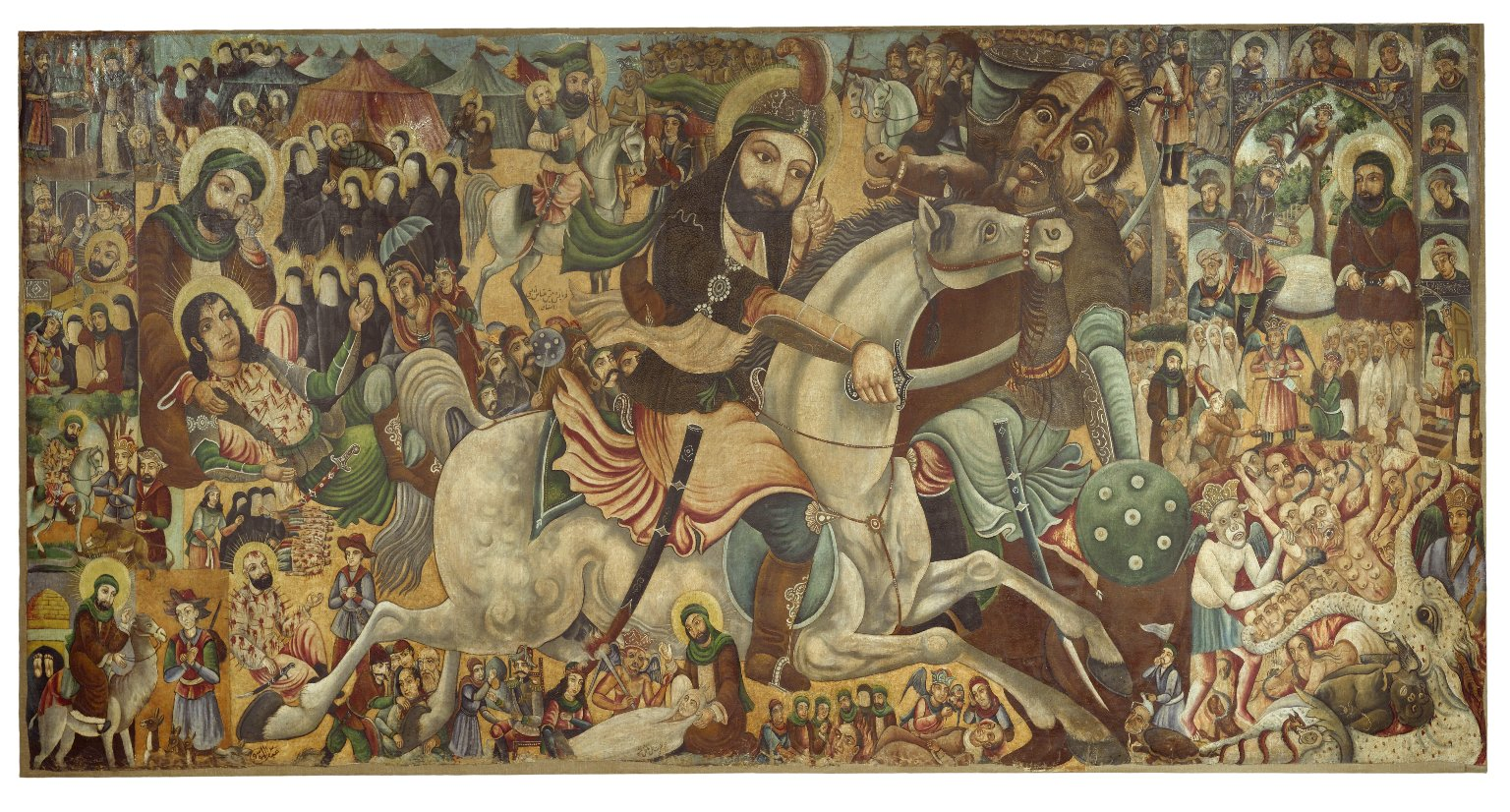
Pintura La batalla de Karbala d'Abbas Al-Musavi amb perspectiva jerarquica

Aquesta tècnica s'aplica en les pintures egípcies, però també en l'art prehistoric i medieval i modernament en la pintura naïf.